# Zolling
Zolling ist eine Gemeinde im oberbayerischen Landkreis Freising und der Sitz der gleichnamigen Verwaltungsgemeinschaft. Der gleichnamige Hauptort ist Sitz der Gemeindeverwaltung.

## Geographie

### Lage
Die Gemeinde liegt sechs Kilometer nördlich von Freising im Ampertal am Eingang zur Hügellandschaft der Hallertau an der Kreuzung der B 301 Freising–Mainburg und der Staatsstraße 2054.
Östlich von Palzing befindet sich das Naturschutzgebiet Amperauen mit Altwasser bei Palzing, eingetragen unter NSG-00291.01, mit einer Größe von 64,5 ha. Östlich von Zolling befindet sich der Anglberger See – ein Baggersee, der im Jahr 2000 zum Badeweiher umgestaltet wurde.

### Gemeindegliederung
Die Gemeinde hat 24 Gemeindeteile (in Klammern ist der Siedlungstyp angegeben):
- Abersberg (Einöde)
- Anglberg (Dorf)
- Eichenhof (Einöde)
- Flitzing (Kirchdorf)
- Gerlhausen (Kirchdorf)
- Haarland (Weiler)
- Hacklschwaig (Einöde)
- Hartshausen (Weiler)
- Haun (Einöde)
- Holzen (Weiler)
- Kratzerimbach (Dorf)
- Moos (Dorf)
- Moosmühle (Einöde)
- Oberappersdorf (Pfarrdorf)
- Oberzolling (Dorf)
- Ölpersberg (Einöde)
- Osterimbach (Weiler)
- Palzing (Kirchdorf)
- Siechendorf (Weiler)
- Thann (Kirchdorf)
- Unterappersdorf (Weiler)
- Walkertshausen (Weiler)
- Willertshausen (Einöde)
- Zolling (Pfarrdorf)

## Geschichte

### Bis zur Gemeindegründung
Bereits 744 wurde Zolling in einer der ältesten Urkunden in den Traditionen des Hochstifts Freising erwähnt, als ein gewisser Moatbert und seine Frau Totana am 12. September ihren Besitz, den sie von seinem Vater Petto erhalten haben, in die Hand des Bischofs Ermbert und der „allerseligsten, immer jungfräulichen Mutter Maria“ legten. Da dieser Grundbesitz jedoch sehr umfangreich war, muss Zolling schon lange vor dieser ersten Erwähnung bestanden haben. Auch zahlreiche archäologische Funde deuten darauf hin, dass die Umgebung bereits ein uraltes Siedlungsgebiet ist. Auch die Namensgebung deutet darauf hin, da die Ortsnamen mit der „-ing“ Endung in der frühen Siedlungszeit der Bajuwaren im 6. Jahrhundert entstanden sind, die sich dabei von Personennamen der Siedler ableiten. In Zolling soll sich demnach ein Mann namens Zollo mit seiner Familie niedergelassen haben.
Zolling gehörte vor der Säkularisation als eine geschlossene Hofmark zum Hochstift Freising, das 1803 aufgehoben wurde.

### Gemeinde
Durch Fusion der ehemaligen Hofmark und der ehemals niederbayerischen Obmannschaft Siechendorf entstand 1818 im Zuge der Verwaltungsreformen in Bayern die selbstständige politische Gemeinde (Unter-)Zolling. Das Kraftwerk Zolling wurde von der 1955 aus der Fusion der Amperwerke AG und der Isarwerke AG entstandenen Isar-Amperwerke projektiert. Am 4. Oktober 1958 erfolgte die Inbetriebnahme.

### Eingemeindungen
Im Zuge der Gebietsreform in Bayern wurde am 1. Januar 1971 die Gemeinde Anglberg (erstmals erwähnt im Jahr 1256) eingegliedert. Am 1. April 1971 folgten Palzing (807) und Teile von Wimpasing. Oberappersdorf (860) kam am 1. Januar 1972 hinzu. Gebietsteile der aufgelösten Gemeinde Itzling folgten am 1. Juli 1972. Weitere geschichtsträchtige Orte auf dem Gemeindegebiet sind Flitzing (936) und Thann (1024).

### Einwohnerentwicklung
Zwischen 1988 und 2018 wuchs die Gemeinde von 3171 auf 4886 um 1715 Einwohner bzw. um 54,1 %. Der Einwohnerstand zum 31. Dezember 2022 mit Haupt- und Nebenwohnsitz betrug gesamt 5.254.

## Religionsgemeinschaften

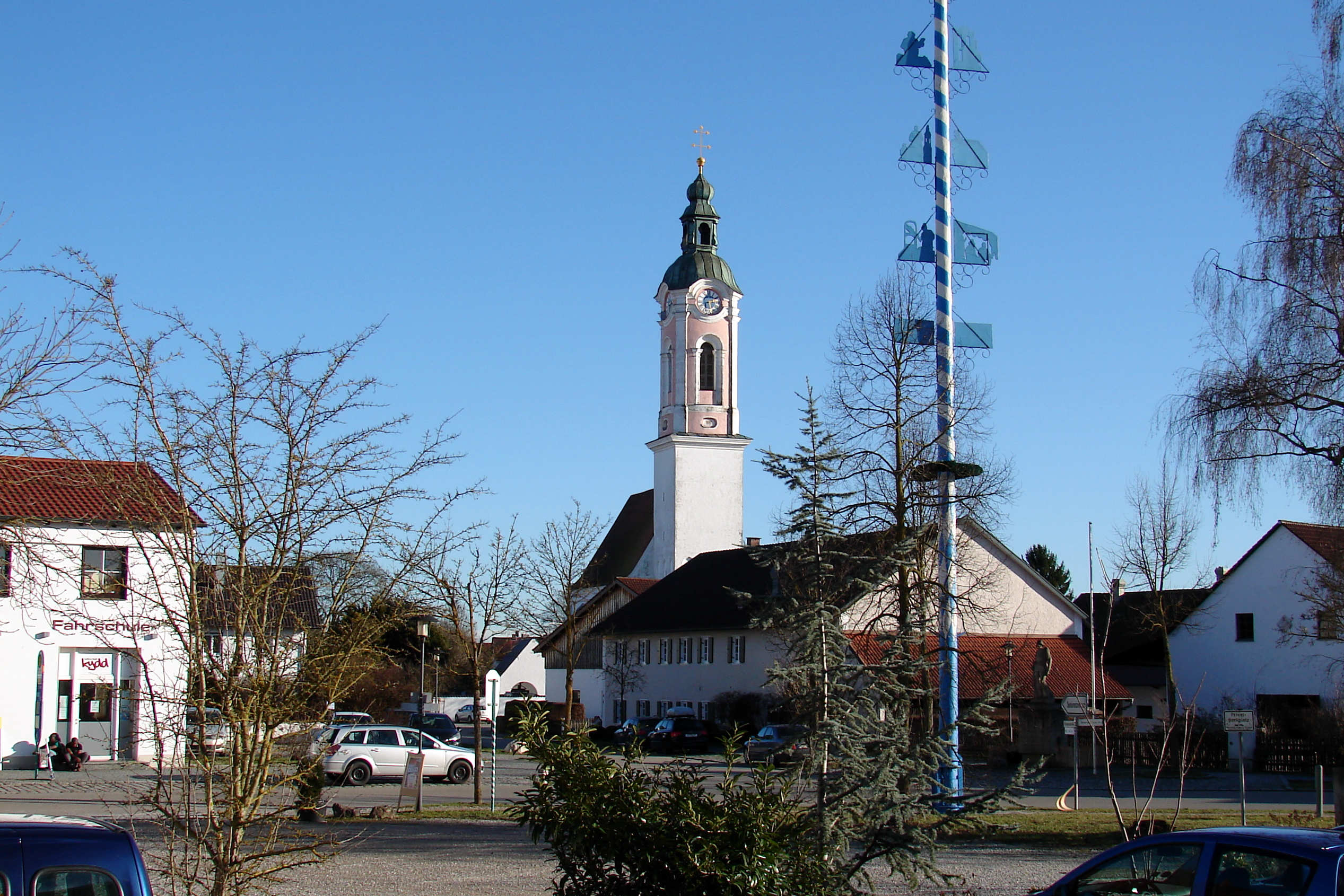
Dorfplatz mit St. Johannes und Maibaum

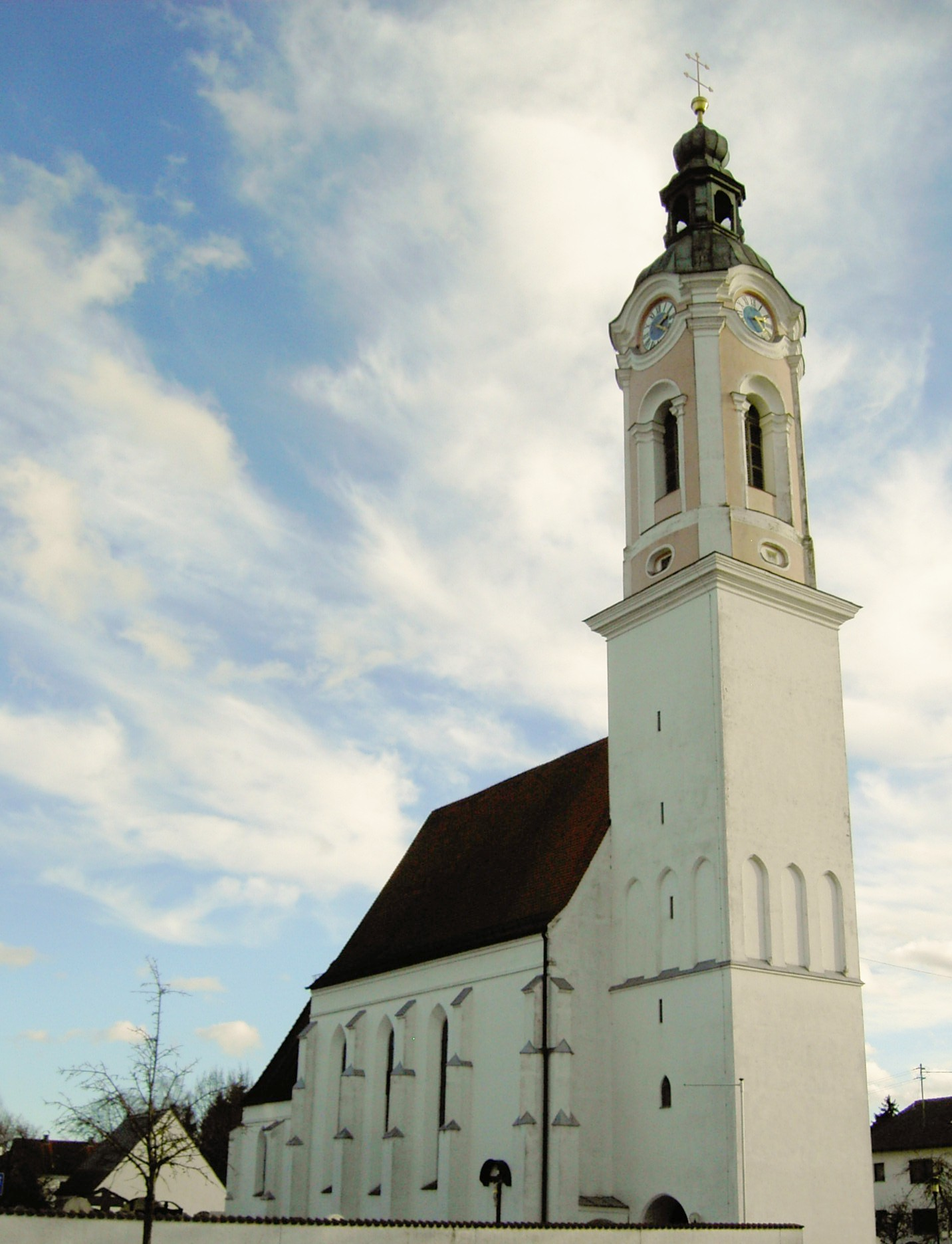
Pfarrkirche St. Johann Baptist

Katholische Pfarreien im Gemeindegebiet Zolling:
- Pfarrei St. Johann Baptist Zolling mit den Filialkirchen Flitzing, St. Stephanus Hartshausen, Oberzolling und der Wallfahrtskirche Thann
- Pfarrei St. Georg Oberappersdorf mit den Filialkirchen Gerlhausen und Obermarchenbach
- Pfarrei St. Martin (Gemeinde Kirchdorf) mit Filialkirche St. Georg Palzing

Zolling gehört zum Gebiet der Evangelischen Kirchengemeinde Freising.

## Politik

### Bürgermeister
Helmut Priller (Unabhängige Bürger Zolling) ist seit den Kommunalwahlen im Jahr 2020 als Nachfolger von Maximilian Riegler (CSU) Erster Bürgermeister.

### Wappen
| | Blasonierung: „In Gold über blauen Wellen eine rote Holzbrücke mit silber-blau gerauteten Geländerstangen, darunter schwebend ein rot gekrönter schwarzer Mohrenkopf mit goldenem Ohrring.“ |
| Wappenbegründung: Die rote Holzbrücke symbolisiert den alten Übergang über die Amper, der als Holzbrücke schon im Mittelalter bestand. Die Farben rot-gold und der Freisinger Mohr erinnern an das Hochstift Freising, dem Zolling seit der Schenkung des Moabertus und seiner Frau Totana im Jahr 747 gehörte. Die Freisinger Hofmark Zolling wurde erst durch die Säkularisation 1803 aufgelöst. Die wittelsbachischen Rauten auf dem Brückengeländer stehen für die Gemeindeteile, die der kurbayerischen Obmannschaft Siechendorf unterstanden. Wappenführung seit 1967 | |

## Wirtschaft

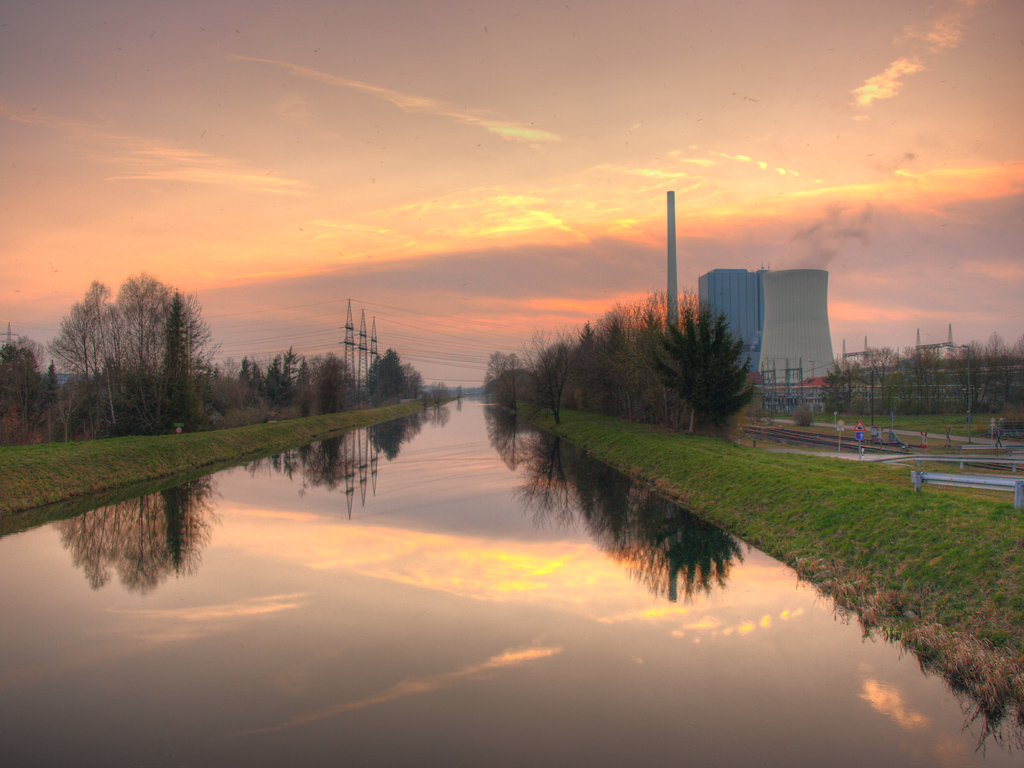
Kraftwerk Zolling (HDR)

Das eher landwirtschaftlich geprägte Zolling beherbergt das Steinkohlekraftwerk Zolling, zu dem ein 220 Meter hoher Kamin gehört. Seit 2003 hat der Betreiber auch ein Biomasseheizkraftwerk mit 20 MW elektrischer Leistung am Netz.

## Verkehr
- Zolling liegt an der Bundesstraße 301 von Freising nach Abensberg.
- Die nächsten Autobahnanschlüsse liegen bei Allershausen (A 9) und Freising (A 92).
- Der Flughafen München liegt etwa 11 km Luftlinie südlich des Ortes.
- Der Verkehr auf der Hallertauer Lokalbahn von Langenbach nach Enzelhausen ist bis auf die Versorgung des Kraftwerks Zolling eingestellt.
- Eine ÖPNV-Anbindung besteht mit den MVV-Buslinien 602 und 603 sowie RufTaxi 6800; seit Dezember 2022 zusätzlich mit der MVV-Linie 688 nach Haag/Amper – Langenbach – Moosburg.

## Sehenswürdigkeiten
- Pfarrkirche St. Johannes der Täufer, spätgotischer Bau um 1450 mit barockem Turmoktogon als Haube 1860 nach Barockisierung wieder regotisiert
- Kapelle St. Bartolomäus (Flitzing)
- Palzinger Kapelle (Palzing)
- Wallfahrtskirche St. Ulrich (Thann)

## Söhne und Töchter der Gemeinde
- Gregor Danner (1861–1919), Abt der Benediktinerabtei St. Bonifaz (1904–1919)
- Edelbert Hörhammer (1935–2012), Abt der Benediktinerabtei Ettal (1973–2005)
- Otto Wiesheu (* 1944), Politiker (CSU), ehemaliger Bayerischer Wirtschaftsminister (1993–2005), ehemaliges Vorstandsmitglied der Deutschen Bahn AG
- Franz Obermeier (* 1946), Politiker (CSU), Bürgermeister von Zolling (1978–1996), Bundestagsabgeordneter (1998–2013)
- Simone Blum (* 1989), deutsche Springreiterin, Weltmeisterschaft 2018

## Sonstiges
In sehr vielen elektronischen Verzeichnissen wird die Zollinger Postleitzahl dem Weiler Wälschbuch mit zwei Anwesen zugeordnet.